# Materialisme (filosofie)
Materialisme is een stroming binnen de filosofie die de werkelijkheid, ook emoties en andere processen in het menselijk brein, uiteindelijk herleidt tot materie; dit in tegenstelling tot het idealisme en tot het spiritualisme. Het 'zijn' brengt volgens het materialisme uiteindelijk het 'denken' voort. Bij kentheoretisch materialisme worden de objecten vanuit wetenschappelijk perspectief gereduceerd tot materie, zonder dat de filosofische uitspraak wordt gedaan dat deze objecten niets anders zijn dan materie.

## Geschiedenis

### Oudheid
De eerste materialistische scholen ontstonden in het oude India en Griekenland. De atheïstisch-Indische school Charvaka is rond 600 v.Chr. opgekomen. In de Griekse filosofie waren Leucippus of zijn leerling Democritus de grondleggers van het materialisme, wat in die tijd atomisme inhield. De aanhangers van de filosofie van de Griek Epicurus waren ook materialisten. De bekendste van hen was de Romeinse dichter Lucretius, die in zijn leerdicht De Rerum Natura op een heldere manier een materialistisch wereldbeeld verkondigt.
In het oorspronkelijke atomisme is de hele werkelijkheid opgebouwd uit deeltjes en leegte. De deeltjes zijn ondeelbaar en worden atomen genoemd. Alle objecten zijn opgebouwd uit deze onverwoestbare atomen. Alle beweging vindt plaats doordat atomen op elkaar botsen, dus door direct contact. De geest is een bijproduct van de botsende deeltjes.

### Corpuscularianisme
In de zeventiende eeuw was het corpuscularianisme een gebruikelijke vorm van materialisme. Niet alle aanhangers van het corpuscularianisme waren zuivere materialisten. Isaac Newton, John Locke en Robert Boyle combineerden hun mechanische wereldbeeld met het geloof aan God. 
Onder invloed van de nieuwe zwaartekracht-theorie begon men af te stappen van het idee dat materie alleen door botsingen kan bewegen. Zo oefenen in Newtons zwaartekrachttheorie hemellichamen invloed op elkaar uit zonder enig fysiek contact. Terwijl Locke in de eerste editie van zijn werk An Essay Concerning Human Understanding nog schreef dat lichamen alleen door direct contact op elkaar kunnen inwerken, en dat het onvoorstelbaar zou zijn dat een lichaam inwerkt op iets dat het niet aanraakt. In latere edities herzag Locke deze passages onder invloed van Newtons "nieuwe waarheden, voorheen onbekend aan de wereld".

### Modern materialisme
Ook de golftheorie van Huygens week af van het corpusculaire wereldbeeld. Michael Faraday introduceerde het begrip "veld" in de natuurkunde, als een entiteit die eigenschappen aan een ruimte toevoegt (zelfs als deze ruimte vrij van materie is), met waarneembare, meetbare effecten.:301:2 Hoewel deze natuurwetenschappelijke ontwikkelingen niet samengaan met het traditioneel-materialistische wereldbeeld, waarin deeltjes alleen door fysiek contact bewogen kunnen worden, is de term materialisme in gebruik gebleven.
Om het wereldbeeld te benoemen dat ervan uitgaat dat de gehele werkelijkheid uiteindelijk uit fysische fenomenen bestaat, gebruikt men in plaats van materialisme ook de termen naturalisme of fysicalisme. Men laat dan in het midden of de fysieke werkelijkheid uit ruimtetijd, materie, (elektrische of magnetische) velden of uit energie bestaat. Het bestaan van niet-fysieke dingen zoals een immateriële ziel wordt ontkend.

## Materialisme-idealisme
De tegenstelling materialisme-idealisme is een fundamentele scheiding der geesten. De natuurwetenschap is materialistisch, ze accepteert alleen de materie (objecten en energieën) als werkelijk (enige oorzaak), en beschouwt de subjectieve verschijnselen als niet-objectieve bijverschijnselen van de materie; de idealistische wereldbeschouwing gaat daarentegen uit van het standpunt dat de verschijnselen in de materiële wereld veranderlijk, tijdelijk en afhankelijk van interpretatie zijn, en dus niet werkelijk, maar een gevolg van de menselijke waarneming.
Het probleem is moeilijk op te lossen, omdat alle menselijke kennis omtrent de wereld via de zintuigen tot stand komt, en dus inherent subjectief is. De vraag is: ziet de mens de wereld zoals ze is, of ziet hij alleen een idee van de wereld?
De vraag komt vooral naar voren in het onderzoek naar het ontstaan van het leven: vanuit abiogenese en evolutie ←→  of vanuit intelligent design (creationisme); en in de vraag of het lichaam een noodzakelijke voorwaarde is voor psychische faculteiten (en andersom).
Eventuele middenposities zijn:
- dualisme: er bestaan zowel materiële als mentale eigenschappen, gescheiden van elkaar.
- panpsychisme: de fundamentele onderdelen van de wereld hebben zowel fysische als mentale eigenschappen.

## Materialisme en spiritualisme
Het materialisme ontkent niet alleen het bestaan van een onsterfelijke ziel, maar ook het bestaan van een god die zich buiten de tijd, ruimte en materiële werkelijkheid bevindt. God bestaat niet a priori, omdat elk natuurverschijnsel onderhevig is aan de objectieve werkelijkheid die vaststelt dat deze op een bepaalde plaats in de ruimte, op een bepaald tijdstip in de tijd en als een bepaalde entiteit of massa aanwezig moet zijn. 
Een variant hierop, die onder andere door Mettrie is verwoord, is dat ook al zou er een opperwezen bestaan, dit nooit te doorgronden is, en daarom ook geen directe betekenis heeft voor het handelen van de mens. De basis voor het menselijk handelen ligt in het bestaan van de mens zelf. 

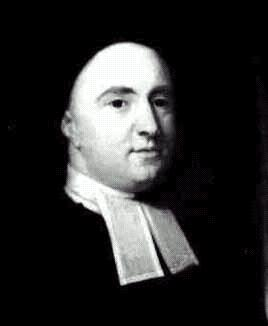
George Berkeley

Het spiritualisme tracht daarentegen vanuit een louter geestelijk perspectief de hele werkelijkheid te verklaren, waarbij de materie in de vorm van het menselijk lichaam en de hersenen geen rol van betekenis speelt. De tegenstelling materialisme-spiritualisme is te herleiden tot Berkeleys Treatise (1710). Berkeley zet zich af tegen het idealisme omdat dit te veel leidt tot abstracte begripsvorming. In plaats daarvan gaat hij uit van de directe beleving in de vorm van zintuiglijke waarneming. Volgens  Berkeley zijn zintuiglijke indrukken louter ideeën: een boom is bijvoorbeeld mijn indruk van een boom zonder dat daarachter een boom als object hoeft schuil te gaan. De dingen bestaan dus uitsluitend 'in hun waargenomen zijn' (esse est percipi). Er zijn geen werkelijke voorwerpen buiten de geest. Wél schuilt volgens Berkeley buiten de door mij persoonlijk waargenomen natuur, een natuur die onafhankelijk van mij blijft bestaan, niet alleen in de geest van andere mensen maar ook de vorm van een goddelijke geest. Ook het bestaan van een universele taal wijst volgens hem op een onafhankelijke geest die boven de mens uitstijgt, kortom God als schepper van de natuur.

## Positivisme en materialisme
Volgens sommige aanhangers van het positivisme, een vorm van empirisme, bezondigt het materialisme zich aan onwetenschappelijke beweringen. Materialisten menen immers dat er, los van menselijke waarneming, materie bestaat, terwijl volgens de positivisten niet-verifieerbare beweringen onwetenschappelijk zijn. De bewering dat materie los van de menselijke ervaring bestaat, is niet te verifiëren en daarom voor de wetenschap onbruikbaar.
Sommige positivisten beschouwen materialisme als een vorm van metafysica, omdat materialisten geloven dat objecten ook los van de menselijke zintuigen bestaan. Materialisten geloven dus, in de ogen van positivisten, in het bestaan van niet-zintuiglijke dingen. 
De grondlegger van het positivisme, Auguste Comte, meende dat zelfs degenen die het materialisme verafschuwen nog onderschatten hoe gevaarlijk het materialisme is voor het zuivere, wetenschappelijke begrip. Hij waarschuwde met name voor het reductionisme.

## Historisch materialisme
Een belangrijke variant van het materialisme is ten slotte het historisch materialisme, ook wel aangeduid als dialectisch materialisme, zoals dat door Karl Marx en Friedrich Engels is ontwikkeld. Hierin staan vooral de cultuur en maatschappelijke-economische processen zoals menselijke arbeid centraal, die bepalend zijn voor de menselijke geest en de samenleving. De menselijke geest is hierin geen aparte hogere substantie maar omvat zowel subjectieve elementen (zoals ik-besef) als objectieve elementen (arbeid, werktuigen).